# انتحار الطيار

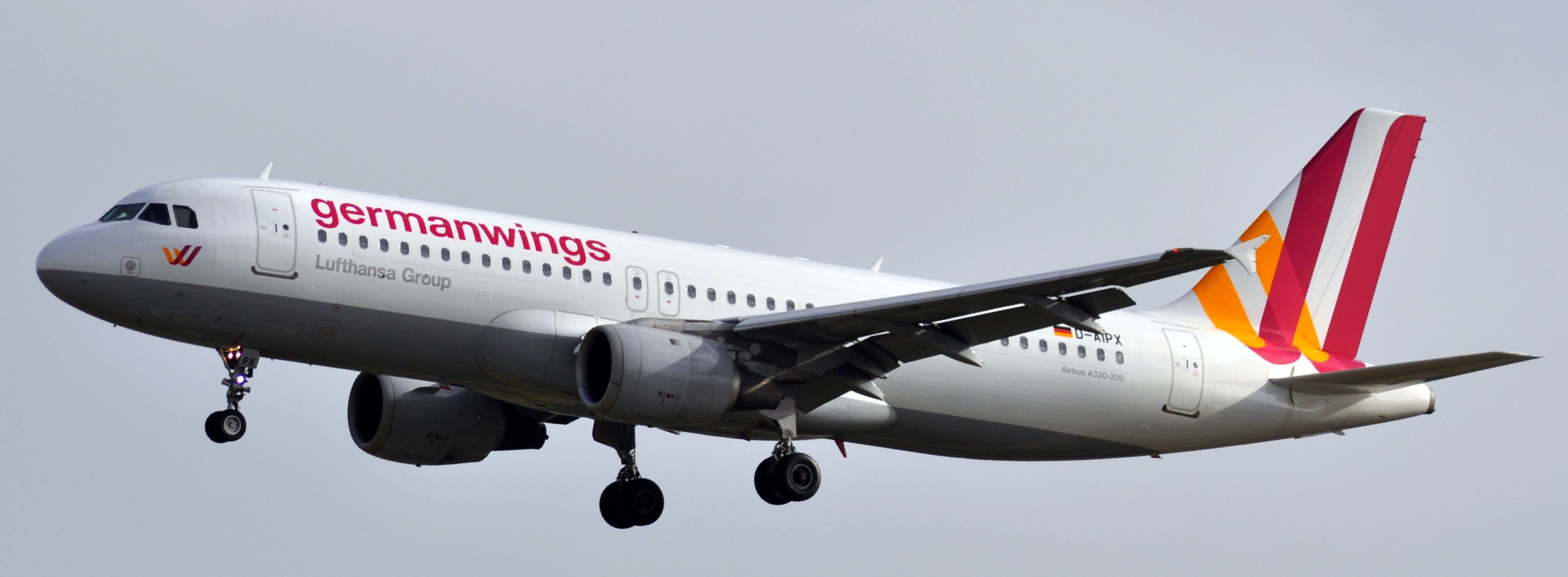
طائرة إيرباص A320 الألمانية التي سمح طيار مساعد ينوي الانتحار بتحطمها في جبال الألب في 24 مارس 2015، مما أسفر عن مقتل جميع الأشخاص البالغ عددهم 150 على متنها

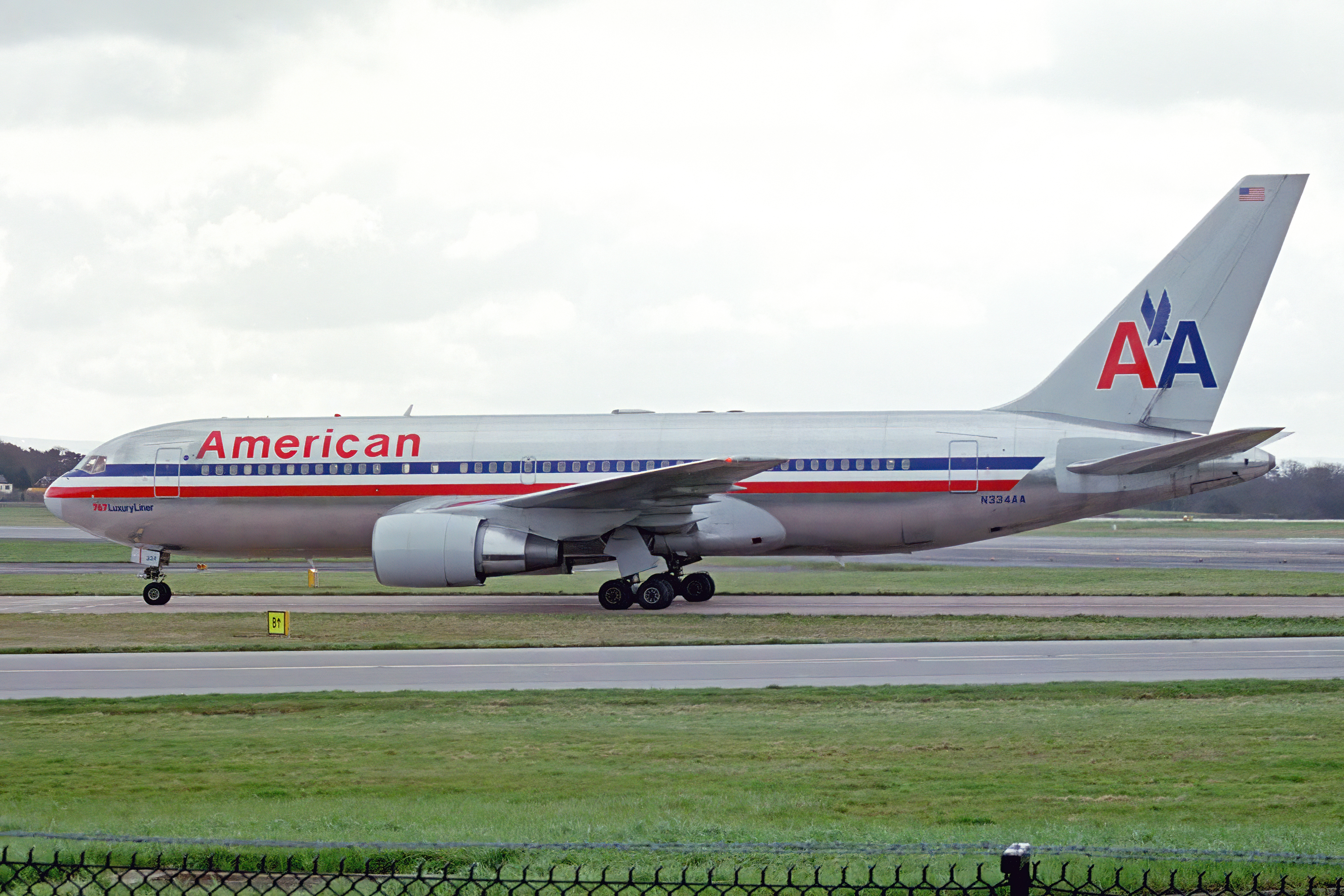
طائرة الخطوط الجوية الأمريكية بوينغ 767-200، رقم التسجيل N334AA، تعمل كرحلة الخطوط الجوية الأمريكية 11، تحطمت عمدا في البرج الشمالي لمركز التجارة العالمي من قبل المختطفين في 11 سبتمبر 2001، مما أسفر عن مقتل جميع 92 شخصا على متن الطائرة، وحوالي 1600 على الأرض

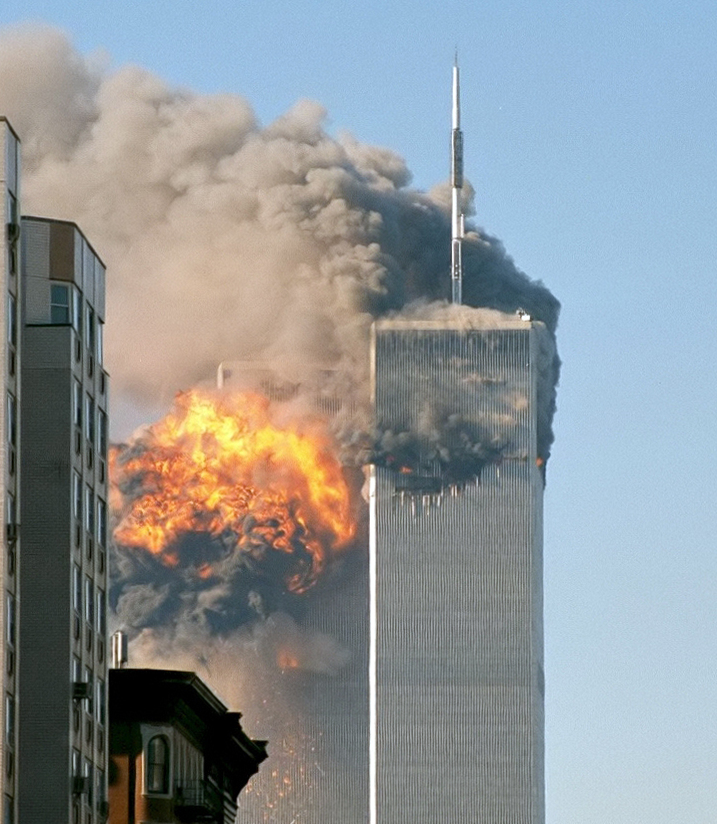

انتحار الطيار هو حدث يقوم فيه طيار معتمد أو غير معتمد بتحطيم طائرة عمدًا أو محاولة تحطيمها في محاولة انتحارية، وأحيانًا لقتل الركاب على متن الطائرة أو الأشخاص على الأرض. وهذا يوصف أحيانا بأنه قتل وانتحار. ويشتبه في أنه سبب محتمل لتحطم عدة رحلات تجارية، وقد تأكد أنه السبب في رحلات أخرى. وبصورة عامة، يصعب على محققو الحوادث تحديد دوافع الطيارين، لأنهم يتصرفون أحيانا عن عمد لإطفاء أجهزة التسجيل أو إعاقة التحقيقات في المستقبل. ونتيجة لذلك، قد يكون من الصعب إثبات انتحار الطيار على وجه اليقين.
ولا يصف المحققون حوادث الطائرات بأنها انتحار ما لم تكن هناك أدلة دامغة على أن الطيار كان يفعل ذلك. وتشمل هذه الأدلة ملاحظات الانتحار، والمحاولات السابقة، والتهديدات بالانتحار، أو تاريخ المرض العقلي. في دراسة لانتحار الطيارين من 2002–2013، تم تحديد ثماني حالات انتحار مؤكدة، مع خمس حالات إضافية من الأسباب غير المحددة التي قد تكون حالات انتحار. ويمكن للمحققين أيضا العمل مع خبراء الإرهاب، والتحقق من الصلات بالجماعات المتطرفة في محاولة لتحديد ما إذا كان الانتحار عملا إرهابيا.
ومعظم حالات الانتحار على يد طيار تتعلق بالطيران العام في الطائرات الصغيرة. في معظم هذه، الطيار هو الشخص الوحيد على متن الطائرة. في حوالي نصف الحالات، كان الطيار يتعاطى المخدرات، عادة الكحول أو مضادات الاكتئاب، التي من شأنها أن تمنعهم من الطيران. وكان العديد من هؤلاء الطيارين يعانون من تاريخ مرضي عقلي كانوا قد أخفوه عن الجهات التنظيمية.

## وصلات خارجية
- Deliberate acts: 5 cases of pilots intentionally crashing at cnn.com
- List of aircraft accidents and incidents intentionally caused by pilots at aviation-safety.net
- Pilot suicide cases few and far between at canberratimes.com